# Redlands
Redlands je město ve Spojených státech amerických. Nachází se v okrese San Bernardino County ve státě Kalifornie. Ve městě žije přibližně 73 tisíc obyvatel a jeho rozloha činí 94,3 km². Leží 72 kilometrů severozápadně od Palm Springs a 101 kilometrů východně od Los Angeles v regionu zvaném Inland Empire.
Město bylo založeno roku 1888. Své sídlo zde má společnost Esri a vysoká škola University of Redlands. Dále se zde nachází Smiley Park Historic District, amfiteátr Redlands Bowl, památník Lincoln Memorial Shrine, Redlands Bicycle Classic nebo nákupní centrum Citrus Plaza. Městem procházejí silnice Redlands Line, Foothill Freeway, California State Route 38 a California State Route 210.

## Rodáci
- Jordan Romero (* 1996) – americký horolezec
- Dorothea Puente (1929–2011)